# Чебикін Андрій Володимирович
Андрі́й Володи́мирович Чеби́кін (нар. 14 квітня 1946, Гайсин) — український графік і педагог; член Спілки радянських художників України з 1973 року, голова її Київської організації у 1987—1989 роках; засновник і академік Академії мистецтв України з грудня 1996 року та її президент протягом 1997—2022 років; почесний член Української академії архітектури з 1998 року; член Комітету з Національної премії України імені Тараса Шевченка у 2001—2005 роках; зарубіжний почесний член Російської академії мистецтв з 2007 року; член Національної комісії України у справах ЮНЕСКО та сенатор Європейської академії природознавчих наук з 2009 року; зарубіжний член Академії мистецтв Узбекистану з 2011 року; голова комітету у справах Премії імені Івана Огієнка. Батько графіка Олексія Чебикіна.

## Біографія
Народився 14 квітня 1946 року в місті Гайсині Вінницької області (нині Україна). Протягом 1964—1970 років навчався на графічному факультеті Київського художнього інституту, був учнем Леоніда Чичкана та Івана Селіванова. Був членом КПРС з 1975 року.
З 1970 року — викладач; з 1974 року — старший викладач, доцент, керівник майстерні вільної графіки на графічному факультеті Київського художнього інституту; у 1980—1987 роках — проректор з навчальної роботи, професор з 1985 року; у 1989—2020 — ректор Київського художнього інституту/Національної академії образотворчого мистецтва і архітектури.
Мешкає у Києві в будинку на вулиці Печенізькій.

## Учні
Серед учнів: Аранґо Валенсія Ґуставо, Бербека-Стратійчук Оксана Іванівна, Бистрякова Валентина Никодимівна, Бодякова Галина Олександрівна, Вакуленко Володимир Степанович, Вандаловський Сергій Вікторович, Василенко Іоанна Андріївна, Василевський Ігор Едуардович, Верещагін Геннадій Георгійович, Гейко Марія Дмитрівна, Григор'єв Іван Мар'янович, Денбновецька Вікторія Станіславівна, Друганов Олександр Павлович, Єрохіна Катерина Анатоліївна, Жмурко Марина Олександрівна, Журавель Микола Володимирович, Заруба Ірина Костянтинівна, Кириченко Віктор Миколайович, Кириченко Іван Миколайович, Кирпенко Оксана Юріївна, Ковач Тарас Олександрович, Койдан Людмила Василівна, Колесник Марина Володимирівна, Кочубей Микола Михайлович, Кочубей Микола Савович, Крижанівський Віктор Володимирович, Кутняхова-Семенюк Тетяна Олександрівна, Ларіонов Юрій Григорович, Левицький Андрій Євгенович, Лісовий Олексій Андрійович, Малакова Олена Георгіївна, Матвейцева Ганна Олександрівна, Матвейцева Ольга Володимирівна, Миронова Анна Анатоліївна, Михайлицька Надія Юріївна, Мітченко Юлія Віталіївна, Мовчан Віталій Федорович, Намистюк Михайло Анатолійович, Ніколайчук Наталія Іванівна, Онищенко Надія Володимирівна, Опанасенко Оксана Олександрівна, Франчук Валерій Олександрович.

## Творчість
Працює у галузях станкової та книжкової графіки, скульптури, декоративно-прикладного мистецтва (гобелен). Серед робіт:
- графічні серії «Село Обрадове» (1970), «Десять днів, що сколихнули світ» (1970), «Солдатські будні» (1972—1973), «Космічні офорти» (1976), «Мир» (1978), «Всесвіт» (1979—1980), «Перехожі» (1986), «Космос—Земля» (1986)[6], «Американські каньйони» (1990);
- ілюстрації до літературних творів Івана Франка «Зів'яле листя» (1967—2006), Олеся Гончара, Леоніда Вишеславського, Ніни Гнатюк, Віктора Грабовського, Івана Драча, Бориса Олійника, Василя Простопчука, Ганни Чубач (1977—1990)[6];
- серія гобеленів для інтер'єрів Донецького академічного театру опери та балету імені Анатолія Солов'яненка (1994—1995)[6];
- цикли станкових рисунків та акварелей (1987—2006)[6].

Виконав графічну композицію «Катерина» (кольорова ліногравюра, 1989; репродукції у виданні: Тарас Шевченко. 1814—1989: Гравюри художників Києва. Київ, 1990). У власній манері вільної експресивної лінії створив інший образ Катерини в однойменній роботі (туш, 2007), портрети Тараса Шевченка — «Молодий Тарас» (вугілля, крейда, 2007), «Тарас Шевченко» (вугілля, 2014).
Учасник всеукраїнських художніх виставок з 1966 року та міжнародних з 1976 року. Персональні виставки відбулися у Дніпропетровську в 1984 році, Миколаєві у 1987 році, Вінниці у 1988, 1995 роках, Києві у 1990, 1993, 1996, 1999—2014 роках, Полтаві у 1993 році, Кам'янці-Подільському в 1994 році, Львові у 1995 році. Його шевченкіана експонувалася на виставках «До 200-річчя від дня народження Тараса Шевченка» (2014, Національна спілка художників України) та «Члени Академії — Лауреати Національної премії України імені Тараса Шевченка» (2014, Національна академія мистецтв Україн).
У 2017 році очолив журі Всеукраїнського відкритого конкурсу образотворчого мистецтва #МИСТЕЦТВО.
Є співавтором підручника «Техніка офорта» (1978) для художніх вищих навчальних закладів.
Роботи зберігаються у Національному художньому музеї України у Києві, художніх музеях Харкова, Дніпра, Вінниці, Одеси, Львова, Чернівців; Державній Третьяковській галереї у Москві та приватних колекціях України, Росії, Чехії, Словаччини, Німеччини, Польщі, США, Бельгії, Данії, Греції, Ізраїлю, Японії, Йорданії та Великої Британії.

## Відзнаки
ордени
- «За заслуги» І (2007), ІІ (2004), ІІІ (1997)[10] ступенів;
- «Зірка Сенатора» Європейської академії природознавчих наук (2009)[3];
- князя Ярослава Мудрого V (2011)[11] та IV ступеня (2016)[12];

медалі
- Золота медаль імені Митрофана Грекова Міністерства культури СРСР (1990)[9];
- Золота медаль Академії мистецтв України (2006)[3];

почесні звання
- Заслужений діяч мистецтв УРСР з 1979 року[6];
- Народний художник України з 1992 року[4];

премії
- Премія Ленінського комсомолу (1977)[3];
- Перша премія міста Києва «За досягнення у галузі графіки» (1994)[9];
- Премія імені Івана Огієнка (1997)[9];
- Перша премія «Тріенале графіки» Національної спілки художників України (2000)[9];
- Національна премія України імені Тараса Шевченка (2007; за цикли художніх робіт «Кримські мотиви», «Жіночі образи», «Зів'яле листя»)[6];

інші відзнаки
- Диплом IV Всеукраїнської виставки естампа (1997)[9];
- Почесна грамота Верховної Ради України (2006)[3];
- Почесна відзнака Київського міського голови «Знак Пошани» (2006)[3];
- Диплом імені Георгія Якутовича (2010)[3].